# Johann Friedrich Gronovius

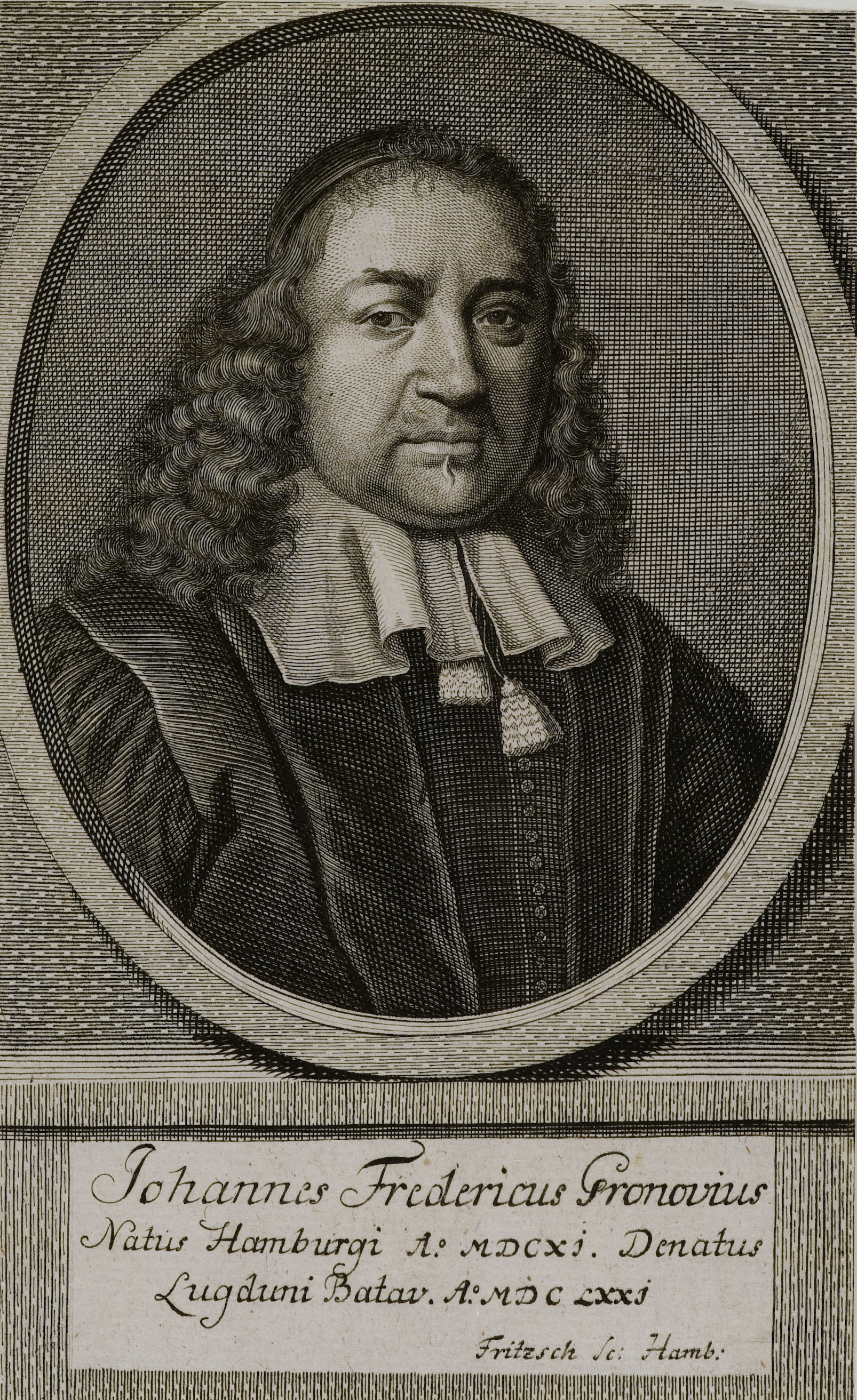
Johann Friedrich Gronovius, Kupferstich von Christian Fritzsch

Johann Friedrich Gronovius (die latinisierte Form von Gronow) (* 8. September 1611 in Hamburg; † 28. Dezember 1671 in Leiden) war ein deutscher klassischer Philologe und Textkritiker.

## Leben
Nach seinem Studium an den Universitäten Jena, Leipzig, Altdorf, Leiden und Groningen reiste er nach England, Frankreich und Italien. 1643 wurde er zum Professor für Rhetorik und Geschichte am Gymnasium Illustre in Deventer ernannt, 1658 auf den Griechisch-Lehrstuhl der Universität Leiden berufen, wo er 1661/62 und 1670/71 als Rektor und auch als Bibliothekar der Universitätsbibliothek Leiden wirkte. Hier blieb er bis zu seinem Tod.
Gronovius edierte und kommentierte Statius, Plautus, Livius, Tacitus, Cicero, Aulus Gellius und Senecas Tragödien. Darüber hinaus war er – neben vielen anderen Werken – Autor des Commentarius de sestertiis (1643) und Herausgeber von Hugo Grotius’ De jure belli et pacis (1660). Seine Observationes enthalten eine große Zahl von brillanten Emendationen. Er war der Vater von Jakob Gronovius und Großvater des Botanikers Jan Frederik Gronovius.